# Acacia tephrophylla
Acacia tephrophylla é uma espécie de leguminosa do gênero Acacia, pertencente à família Fabaceae.